# Olga Anatoljewna Uskowa

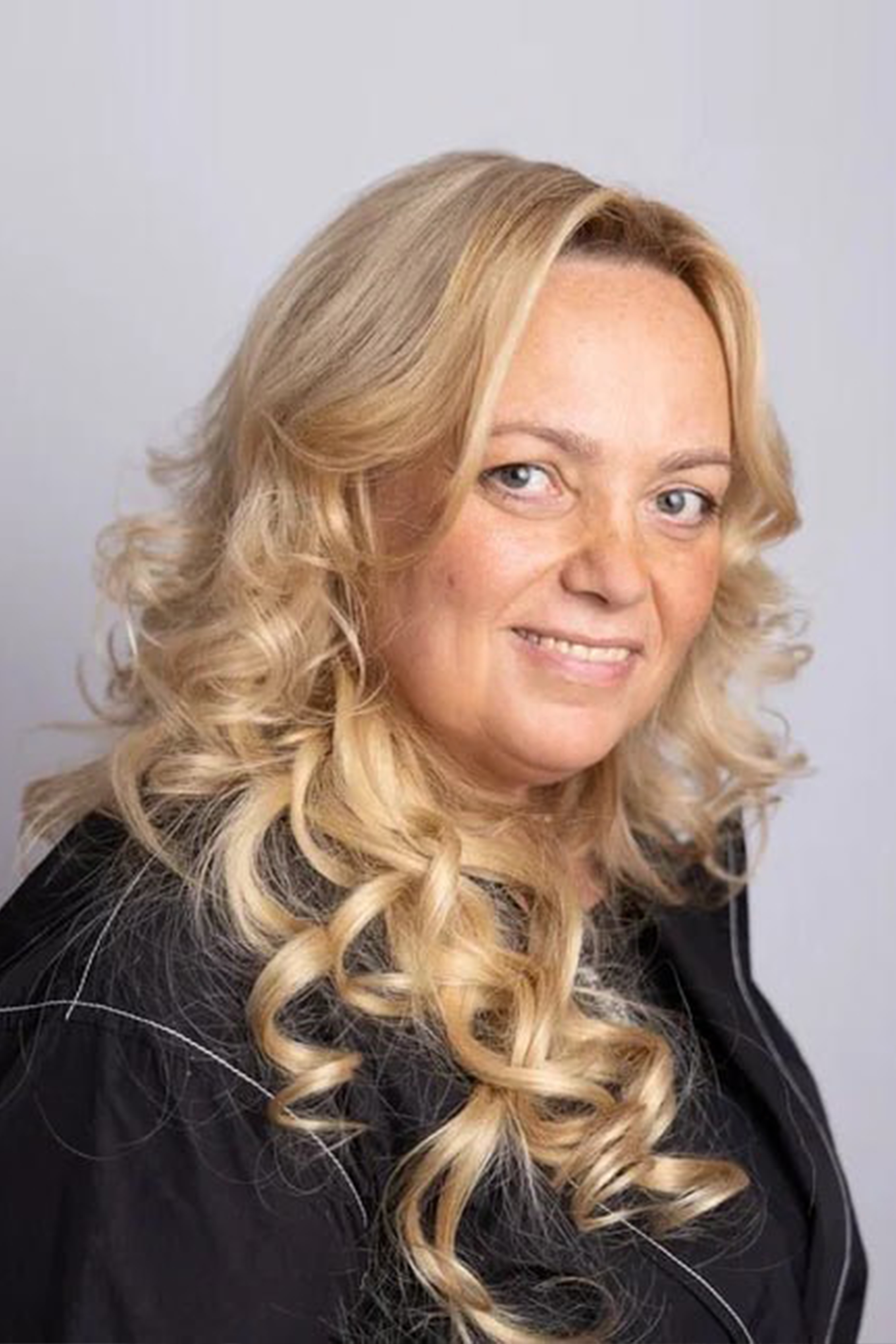
Olga Anatoljewna Uskowa, 2021

Olga Anatoljewna Uskowa (russisch Ольга Анатольевна Ускова; * 26. Februar 1964 in Moskau) ist eine sowjetisch-russische Informatikerin, Hochschullehrerin und Unternehmerin.

## Leben
Uskowas Vater Anatol Uskow leitete das Laboratorium für Künstliche Intelligenz der Lomonossow-Universität Moskau (MGU) und war am Kaissa-Projekt beteiligt. Ihre Mutter war Chefingenieurin des Brückenbauprojektierungsinstituts Gipromost. Uskowa studierte 1981–1986 am Moskauer Institut für Stähle und Legierungen (MISiS) in der Fakultät für technische Kybernetik. Es folgte die Aspirantur, in der sie sich mit Glasfasernetzen für eine Kandidat-Dissertation beschäftigte.
1988 wurde Uskowa Mitarbeiterin des Allrussischen Forschungsinstituts für Systemforschung der Akademie der Wissenschaften der UdSSR, das 1991 das Institut für Systemanalyse der Russischen Akademie der Wissenschaften wurde.
1992 gründete Uskowa mit Wladimir Arlasarow in Moskau die Gesellschaft Cognitive Technologies, deren Executive Director sie wurde  (seit 1999 Präsidentin der Holding Cognitive Technologies). 1993 erhielt sie den Auftrag der Corel Corporation in Höhe von 1 Million US-Dollar für die Lieferung des Texterkennungsprogramms CuneiForm. Innerhalb von zwei Jahren wurden die Hewlett-Packard-Scanner in Russland mit Software von Cognitive Technologies ausgerüstet. Es kam zu OEM-Verträgen mit Canon, Epson, Xerox, OKI, IBM, Oracle, Samsung, Corel Corporation, Olivetti u. a. für Texterkennung (OCR) und Enterprise-Content-Management (ECM). Uskowa war 2001–2008 Mitglied des Rats für regionale Informatisierung und des Expertenrats beim russischen Kommunikationsministerium. Sie beeinflusste die Realisierung der bedeutenden staatlichen Programme im Bereich der Informationstechnik (IT) und auch die zwischenstaatlichen Programme der Gemeinschaft Unabhängiger Staaten. Sie wurde Investorin des IT-Parks in Tschernogolowka. Im Februar 2006 nahm sie an einer von Präsident Putin geleiteten Sitzung des Präsidiums des Staatsrats über die Entwicklung der russischen IT-Technik teil und überzeugte den Präsidenten von der Notwendigkeit, einen Risikokapitalfonds für vielversprechende russische Projekte im Bereich der Hochtechnologie einzurichten. Im selben Jahr wurde sie Gründungspräsidentin der Nationalen Assoziation für Innovation und IT-Entwicklung.
Am MISiS, das die Nationale Universität für Technologieforschung (NITU MISiS) geworden war, wurde Uskowa 2012 Leiterin des Lehrstuhls neuen Typs für perspektivische Computertechnologie. Es wurden perspektivische Technologien für die Projektbehandlung eingeführt, das kreative Denken wurde gefördert, und Programme für das soziale Leben der Studenten wurden entwickelt. Uskowa betreute das Team der NITU MISiS für den International Collegiate Programming Contest.
Uskowa war 2013–2016 Mitglied der Kommission für die Entwicklung strategischer Informationssystem der Staatsduma und beteiligte sich an der Gesetzgebungsarbeit.
Uskowa initiierte das Cognitive-Technologies-Projekt Cognitive Pilot für intelligente fahrerlose Fahrzeugsysteme. Unter ihrer Leitung wurde mit Hyundai Mobis ein Vertrag geschlossen für die Entwicklung eines Computersichtsystems für Autopiloten der 4. Stufe. Zusammen mit dem russischen Bildungs- und Wissenschaftsministerium und Rostselmasch initiierte sie die Entwicklung eines fahrerlosen Transportsystems für die Landwirtschaft für den chinesischen Markt. Zusammen mit dem russischen Bildungs- und Wissenschaftsministerium und KAMAZ führt sie das erste russische Projekt für einen selbstfahrenden Lastwagen durch. 2017 initiierte und organisierte sie in Moskau eines der weltweit bedeutendsten Hackathons zur Künstlichen Intelligenz selbstfahrender Autos.
Uskowa ist Vorstandsvorsitzende des Fonds der Russischen Abstrakten Kunst. Sie initiierte das internationale Projekt New Reality 2.0 zur Förderung der Kreativität junger Leute. Sie setzt sich im In- und Ausland für die Anerkennung der von dem Künstler Eli Michailowitsch Beljutin in den 1950er Jahren gegründeten Schule der russischen abstrakten Kunst ein, die in der Sowjetzeit von der Öffentlichkeit ausgeschlossen war.

## Ehrungen, Preise
- Olimpija-Preis der Russischen Akademie für Business und Unternehmertum für hervorragende Leistungen von Frauen in Russland (2004)
- Preis Cosmopolitan. Sila w schenschtschine (Frauenkraft) (2019)[17]